# Дибровка (Одесская область)
Дибровка (укр. Дібрівка) — село, относится к Подольскому району Одесской области Украины.
Население по переписи 2001 года составляло 458 человек. Почтовый индекс — 66322. Телефонный код — 4862. Занимает площадь 1,13 км². Код КОАТУУ — 5122980803.

## История
В 1945 г. Указом ПВС УССР село Ксендзовка переименовано в Дибровку.

## Местный совет
66320, Одесская обл., Подольский р-н, с. Борщи, ул. Октябрьской революции, 11